# 李淑卿
李淑卿（1892年—1951年2月5日），原名遠寶、淑貞，字文華 ，嫁予刘仲文後改名劉一，湖北沔陽出生，祖籍廣東，第一位參加辛亥革命女性。